# Zeno Debast
Zeno Debast, né le 24 octobre 2003 à Hal en Belgique, est un footballeur international belge qui joue au poste de défenseur au Sporting Clube de Portugal.

## Biographie

### En club
Originaire de Hal, ville de la province du Brabant flamand située près de Bruxelles,, Zeno Debast commence à jouer au football pour le KSK Halle dès l'âge de cinq ans.
Arrivé au RSC Anderlecht à l'âge de 7 ans,, il signe son premier contrat professionnel avec le club de la Région Bruxelles-Capitale le 28 octobre 2019,. Il s'illustre alors dans les équipes de jeunes du RCSA, notamment sous l'égide de l'ancien international britannique Craig Bellamy.
Debast fait ses débuts professionnels avec le club d'Anderlecht le 2 mai 2021, remplaçant Elias Cobbaut dans les derniers instants d'un match nul 2-2 en Division 1A  contre le Club Bruges,.
Le 4 juillet 2024, il rejoint le Sporting Clube de Portugal et signe un contrat de cinq ans dans le club de la capitale portugaise.

### En sélections nationales
Il est titularisé pour ses débuts avec l'équipe senior de Belgique le 22 septembre 2022, lors du match de Ligue des nations contre le pays de Galles,. Le match se solde par une victoire sur le score de 2-1, Kevin De Bruyne et Michy Batshuayi sont les buteurs côté belge. 

#### Coupe du monde 2022
Le 10 novembre 2022, il est sélectionné par Roberto Martínez pour participer à la Coupe du monde 2022 mais ne joue aucune minute.

#### Euro 2024
Le 28 mai 2024, il est retenu parmi les 25 joueurs belges convoqués par Domenico Tedesco pour participer à l'Euro 2024.

## Style de jeu
Si c'est au poste de défenseur central que Debast commence sa carrière professionnelle, il brille à ses débuts comme numéro 10, oscillant ensuite entre les postes de milieu défensif et de défenseur central, avant de se stabiliser à ce dernier poste vers ses 14 ans, notamment poussé par sa croissance considérable,,.

## Statistiques

### En club
| Saison                | Club                  | Championnat           | Championnat | Championnat | Championnat | Coupe nationale | Coupe nationale | Coupe nationale | Coupe de la Ligue | Coupe de la Ligue | Coupe de la Ligue | Supercoupe | Supercoupe | Supercoupe | Compétition(s) continentale(s) | Compétition(s) continentale(s) | Compétition(s) continentale(s) | Compétition(s) continentale(s) | Autres compétitions | Autres compétitions | Autres compétitions | Autres compétitions | Total | Total | Total |
| Saison                | Club                  | Division              | M.          | B.          | P.d.        | M.              | B.              | P.d.            | M.                | B.                | P.d.              | M.         | B.         | P.d.       | Comp.                          | M.                             | B.                             | P.d.                           | Comp.               | M.                  | B.                  | P.d.                | M.    | B.    | P.d.  |
| 2020-2021             | RSC Anderlecht        | Division 1A           | -           | -           | -           | -               | -               | -               | -                 | -                 | -                 | -          | -          | -          | -                              | -                              | -                              | -                              | PO1                 | 2                   | 0                   | 0                   | 2     | 0     | 0     |
| 2021-2022             | RSC Anderlecht        | Division 1A           | 5           | 0           | 0           | -               | -               | -               | -                 | -                 | -                 | -          | -          | -          | C4                             | 0                              | 0                              | 0                              | PO1                 | -                   | -                   | -                   | 5     | 0     | 0     |
| 2022-2023             | RSC Anderlecht        | Division 1A           | 34          | 0           | 1           | 2               | 0               | 0               | -                 | -                 | -                 | -          | -          | -          | C4                             | 13                             | 0                              | 0                              | -                   | -                   | -                   | -                   | 49    | 0     | 1     |
| 2023-2024             | RSC Anderlecht        | Division 1A           | 28          | 0           | 0           | 3               | 0               | 0               | -                 | -                 | -                 | -          | -          | -          | -                              | -                              | -                              | -                              | PO1                 | 9                   | 0                   | 0                   | 40    | 0     | 0     |
| Sous-total            | Sous-total            | Sous-total            | 67          | 0           | 1           | 5               | 0               | 0               | -                 | -                 | -                 | -          | -          | -          | -                              | 13                             | 0                              | 0                              | -                   | 11                  | 0                   | 0                   | 96    | 0     | 1     |
| 2024-2025             | Sporting CP           | Primeira Liga         | 31          | 0           | 3           | 6               | 1               | 0               | 2                 | 0                 | 0                 | 1          | 0          | 0          | C1                             | 8                              | 1                              | 1                              | -                   | -                   | -                   | -                   | 48    | 2     | 4     |
| 2025-2026             | Sporting CP           | Primeira Liga         | 2           | 0           | 0           | -               | -               | -               | -                 | -                 | -                 | 1          | 0          | 0          | C1                             | -                              | -                              | -                              | -                   | -                   | -                   | -                   | 3     | 0     | 0     |
| Sous-total            | Sous-total            | Sous-total            | 33          | 0           | 3           | 6               | 1               | 0               | 2                 | 0                 | 0                 | 2          | 0          | 0          | -                              | 8                              | 1                              | 1                              | -                   | -                   | -                   | -                   | 51    | 2     | 4     |
| Total sur la carrière | Total sur la carrière | Total sur la carrière | 100         | 0           | 3           | 11              | 1               | 0               | 2                 | 0                 | 0                 | 2          | 0          | 0          | -                              | 21                             | 1                              | 1                              | -                   | 11                  | 0                   | 0                   | 147   | 2     | 4     |

### En sélections nationales
| Saison                | Sélection             | Phases finales        | Phases finales | Phases finales | Phases finales | Éliminatoires CDM | Éliminatoires CDM | Éliminatoires CDM | Éliminatoires EURO | Éliminatoires EURO | Éliminatoires EURO | Ligue des Nations | Ligue des Nations | Ligue des Nations | Matchs amicaux | Matchs amicaux | Matchs amicaux | Total | Total | Total |
| Saison                | Sélection             | Compétition           | M              | B              | Pd             | M                 | B                 | Pd                | M                  | B                  | Pd                 | M                 | B                 | Pd                | M              | B              | Pd             | M     | B     | Pd    |
| --------------------- | --------------------- | --------------------- | -------------- | -------------- | -------------- | ----------------- | ----------------- | ----------------- | ------------------ | ------------------ | ------------------ | ----------------- | ----------------- | ----------------- | -------------- | -------------- | -------------- | ----- | ----- | ----- |
| 2022-2023             | Belgique              | Coupe du monde 2022   | 0              | 0              | 0              | -                 | -                 | -                 | 0                  | 0                  | 0                  | 2                 | 0                 | 0                 | 1              | 0              | 0              | 3     | 0     | 0     |
| 2023-2024             | Belgique              | Euro 2024             | 2              | 0              | 0              | -                 | -                 | -                 | 1                  | 0                  | 0                  | -                 | -                 | -                 | 4              | 0              | 0              | 7     | 0     | 0     |
| 2024-2025             | Belgique              | -                     | -              | -              | -              | 2                 | 0                 | 0                 | -                  | -                  | -                  | 8                 | 0                 | 0                 | -              | -              | -              | 10    | 0     | 0     |
| Total sur la carrière | Total sur la carrière | Total sur la carrière | 2              | 0              | 0              | 2                 | 0                 | 0                 | 1                  | 0                  | 0                  | 10                | 0                 | 0                 | 5              | 0              | 0              | 20    | 0     | 0     |

### Matchs internationaux
| Matchs internationaux de Zeno Debast, | Matchs internationaux de Zeno Debast, | Matchs internationaux de Zeno Debast,                   | Matchs internationaux de Zeno Debast, | Matchs internationaux de Zeno Debast, | Matchs internationaux de Zeno Debast,   | Matchs internationaux de Zeno Debast, | Matchs internationaux de Zeno Debast,                              |
| #                                     | Date                                  | Lieu                                                    | Adversaire                            | Résultat                              | Compétition                             | Club                                  | Notes                                                              |
| ------------------------------------- | ------------------------------------- | ------------------------------------------------------- | ------------------------------------- | ------------------------------------- | --------------------------------------- | ------------------------------------- | ------------------------------------------------------------------ |
| 1                                     | 22 septembre 2022                     | Stade Roi Baudouin, Bruxelles, Belgique                 | Pays de Galles                        | V 2 - 1                               | Ligue des nations 2022-2023             | RSC Anderlecht                        | Titulaire.                                                         |
| 2                                     | 25 septembre 2022                     | Johan Cruyff Arena, Amsterdam, Pays-Bas                 | Pays-Bas                              | D 0 - 1                               | Ligue des nations 2022-2023             | RSC Anderlecht                        | Titulaire.                                                         |
| 3                                     | 18 novembre 2022                      | Stade international Jaber Al-Ahmad (en), Koweït, Koweït | Égypte                                | D 1 - 2                               | Match amical                            | RSC Anderlecht                        | Titulaire.                                                         |
| 4                                     | 12 septembre 2023                     | Stade Roi Baudouin, Bruxelles, Belgique                 | Estonie                               | V 5 - 0                               | Éliminatoires de l'Euro 2024            | RSC Anderlecht                        | Entre en jeu à la place de Jan Vertonghen à la 84e minute de jeu.  |
| 5                                     | 15 novembre 2023                      | Stade Den Dreef, Louvain, Belgique                      | Serbie                                | V 1 - 0                               | Match amical                            | RSC Anderlecht                        | Titulaire.                                                         |
| 6                                     | 26 mars 2024                          | Stade de Wembley, Londres, Angleterre                   | Angleterre                            | N 2 - 2                               | Match amical                            | RSC Anderlecht                        | Titulaire, remplacé par Wout Faes à la 82e minute de jeu.          |
| 7                                     | 5 juin 2024                           | Stade Roi Baudouin, Bruxelles, Belgique                 | Monténégro                            | V 2 - 0                               | Match amical                            | RSC Anderlecht                        | Titulaire.                                                         |
| 8                                     | 8 juin 2024                           | Stade Roi Baudouin, Bruxelles, Belgique                 | Luxembourg                            | V 3 - 0                               | Match amical                            | RSC Anderlecht                        | Entre en jeu à la place de Amadou Onana à la 64e minute de jeu.    |
| 9                                     | 17 juin 2024                          | Frankfurt Arena, Francfort, Allemagne                   | Slovaquie                             | D 0 - 1                               | Euro 2024                               | RSC Anderlecht                        | Titulaire.                                                         |
| 10                                    | 22 juin 2024                          | Stade de Cologne, Cologne, Allemagne                    | Roumanie                              | V 2 - 0                               | Euro 2024                               | RSC Anderlecht                        | Entre en jeu à la place de Arthur Theate à la 77e minute de jeu.   |
| 11                                    | 6 septembre 2024                      | Nagyerdei Stadion, Debrecen, Hongrie                    | Israël                                | V 3 - 1                               | Ligue des nations 2024-2025             | Sporting CP                           | Entre en jeu à la place de Maxim De Cuyper à la 64e minute de jeu. |
| 12                                    | 9 septembre 2024                      | Parc Olympique lyonnais, Décines-Charpieu, France       | France                                | D 0 - 2                               | Ligue des nations 2024-2025             | Sporting CP                           | Titulaire.                                                         |
| 13                                    | 10 octobre 2024                       | Stade olympique, Rome, Italie                           | Italie                                | N 2 - 2                               | Ligue des nations 2024-2025             | Sporting CP                           | Titulaire.                                                         |
| 14                                    | 14 octobre 2024                       | Stade Roi Baudouin, Bruxelles, Belgique                 | France                                | D 1 - 2                               | Ligue des nations 2024-2025             | Sporting CP                           | Titulaire.                                                         |
| 15                                    | 14 novembre 2024                      | Stade Roi Baudouin, Bruxelles, Belgique                 | Italie                                | D 0 - 1                               | Ligue des nations 2024-2025             | Sporting CP                           | Titulaire.                                                         |
| 16                                    | 17 novembre 2024                      | Bozsik Aréna (en), Budapest, Hongrie                    | Israël                                | D 0 - 1                               | Ligue des nations 2024-2025             | Sporting CP                           | Titulaire, remplacé par Matte Smets à la 46e minute de jeu.        |
| 17                                    | 20 mars 2025                          | Stade Enrique-Roca de Murcie, Murcie, Espagne           | Ukraine                               | D 1 - 3                               | Ligue des nations 2024-2025             | Sporting CP                           | Titulaire.                                                         |
| 18                                    | 23 mars 2025                          | Cegeka Arena, Genk, Belgique                            | Ukraine                               | V 3 - 0                               | Ligue des nations 2024-2025             | Sporting CP                           | Titulaire.                                                         |
| 19                                    | 6 juin 2025                           | Stade national Toše-Proeski, Skopje, Macédoine du Nord  | Macédoine du Nord                     | N 1 - 1                               | Éliminatoires de la Coupe du monde 2026 | Sporting CP                           | Titulaire.                                                         |
| 20                                    | 9 juin 2025                           | Stade Roi Baudouin, Bruxelles, Belgique                 | Pays de Galles                        | V 4 - 3                               | Éliminatoires de la Coupe du monde 2026 | Sporting CP                           | Titulaire.                                                         |

## Palmarès

### En club
|  |  | Sporting CP - Championnat du Portugal (1) : - Champion : 2025. - Coupe du Portugal (1) : - Vainqueur : 2025. - Supercoupe du Portugal : - Finaliste : 2024 et 2025. |